# Shaun Hill
Pour les articles homonymes, voir Hill.
Ne doit pas être confondu avec Shawn Hill.
(en) Statistiques sur pro-football-reference
Shaun Christopher Hill, né le 9 janvier 1980 à Parsons au Kansas, est un joueur américain de football américain évoluant au poste de quarterback.
Il étudie à l'université du Maryland et joue alors pour les Terrapins du Maryland.
Il n'est pas sélectionné lors de la Draft 2002, mais signe aux Vikings du Minnesota. Il y reste entre 2002 et 2005 avec un passage en NFL Europa aux Amsterdam Admirals en 2003. Entre 2006 et 2009, il est aux 49ers de San Francisco et entre 2010 et 2013 aux Lions de Détroit. En 2014, il est aux Rams de Saint-Louis avant d'évoluer finalement de nouveau aux Vikings du Minnesota à partir de 2015.